# Bileća (Czarnogóra)
Bileća (cyr. Билећа) – wieś w Czarnogórze, w gminie Danilovgrad. W 2011 roku liczyła 58 mieszkańców.